# 2.º distrito congresional de Maine
El 2.º distrito congresional es un distrito congresional que elige a un Representante para la Cámara de Representantes de los Estados Unidos por el estado de Maine.  Según la Oficina del Censo, en 2011 el distrito tenía una población de 659 573 habitantes. Actualmente el distrito está representado por el demócrata Jared Golden.

## Geografía
El 2.º distrito congresional se encuentra ubicado en las coordenadas 45°29′6″N 69°3′21″O / 45.48500, -69.05583.

## Demografía
Según la Oficina del Censo de los Estados Unidos, en 2011 había 659 573 personas residiendo en el 2.º distrito congresional. De los 659 573 habitantes, el distrito estaba compuesto por 642 353 (97.4%) blancos; de esos, 630 576 (95.6%) eran blancos no latinos o hispanos. Además 4 830 (0.7%) eran afroamericanos o negros, 5 106 (0.8%) eran nativos de Alaska o amerindios, 4 511 (0.7%) eran asiáticos, 178 (0%) eran nativos de Hawái o isleños del Pacífico, 1 858 (0.3%) eran de otras razas y 12 514 (1.9%) pertenecían a dos o más razas. Del total de la población 7 809 (1.2%) eran hispanos o latinos de cualquier raza; 2 811 (0.4%) eran de ascendencia mexicana, 2 282 (0.3%) puertorriqueña y 226 (0%) cubana. Además del inglés, 626 (1%) personas mayor a cinco años de edad hablaban español perfectamente.
El número total de hogares en el distrito era de 273 170, y el 64% eran familias en la cual el 25.7 tenían menores de 18 años de edad viviendo con ellos. De todas las familias viviendo en el distrito, solamente el 50.1% eran matrimonios. Del total de hogares en el distrito, el 8 eran parejas que no estaban casadas, mientras que el 0.6% eran parejas del mismo sexo. El promedio de personas por hogar era de 2.33. 
En 2011 los ingresos medios por hogar en el distrito congresional eran de US$39 938, y los ingresos medios por familia eran de US$61 167. Los hogares que no formaban una familia tenían unos ingresos de US$99 732. El salario promedio de tiempo completo para los hombres era de US$41 176 frente a los US$31 644 para las mujeres. La renta per cápita para el distrito era de US$21 946. Alrededor del 11.5% de la población estaban por debajo del umbral de pobreza.